# Hey guten Morgen, wie geht es dir?
Hey guten Morgen, wie geht es dir? ist ein Roman von Martina Hefter. Er erschien im Jahr 2024 im Klett-Cotta Verlag und umfasst 224 Seiten. Das Werk verbindet Alltagsrealität mit mythologischen Anspielungen und digitalen Begegnungen. Für den Roman wurde Hefter im Erscheinungsjahr mit dem Deutschen Buchpreis ausgezeichnet.

## Inhalt
Die Protagonistin Juno Isabella Flock ist Mitte fünfzig, lebt in Leipzig und arbeitet als Tänzerin und Choreografin in der freien Szene. Sie wohnt mit ihrem Ehemann Jupiter zusammen, einem Schriftsteller, der an einer schweren Form der Multiplen Sklerose leidet und zunehmend pflegebedürftig ist. Während Juno tagsüber ihren kranken Mann betreut, führt sie nachts ein Doppelleben im Internet. Sie chattet mit sogenannten Love-Scammern – Internetbetrügern, die mittels Fake-Profilen Kontakt zu Liebessuchenden aufnehmen, um sie finanziell auszubeuten. Einer dieser Betrüger ist Benu aus Nigeria, mit dem sie eine intensive virtuelle Beziehung aufbaut. Trotz des Wissens um die Künstlichkeit der Situation entsteht zwischen ihnen eine besondere Verbindung.

## Themen
Der Roman thematisiert moderne Formen des Heiratsschwindels und die menschliche Bedürftigkeit nach Nähe und Anerkennung. Hefter betrachtet die Konstruktion von Identitäten im digitalen Zeitalter und die Sehnsucht nach einem anderen Leben. Die Namensgebung der Figuren Juno und Jupiter verweist auf mythologische Anspielungen und verleiht dem Alltag eine kosmische Dimension. Zudem reflektiert das Werk über Themen wie Altern, Krankheit, Kolonialismus und die globale Ungleichheit zwischen Europa und Afrika. Die Beziehung zwischen Juno und Benu dient als Spiegel für Machtverhältnisse und persönliche Projektionen.

## Stil
Hefter legt ihren Text choreografisch an, was ihrer Tätigkeit als Tänzerin und Performance-Künstlerin entspricht. Der Roman entwickelt sich als eine Art Performance, ein Tanz der Themen und Motive, der Anmut, Würde und Humor auch in heiklen Momenten zeigt. Die Sprache ist zur Unterstreichung der Monotonie des Alltags und der Leere der digitalen Kommunikation bewusst schlicht gehalten.
Der Roman enthält durch Parallelen zwischen der Verfasserin und der Protagonistin autofiktionale Elemente: Beide sind Tänzerinnen über 50, leben in Leipzig und haben einen Ehemann, der an Multipler Sklerose erkrankt ist. Hefter thematisiert diese Nähe und dankt in ihrem Nachwort ihrem Mann Jan Kuhlbrodt dafür, dass er nichts dagegen hatte, in dem Buch mit Jupiter verwechselt zu werden.

## Rezeption
Der Roman wurde unterschiedlich aufgenommen. Einige Kritiker loben die Verbindung von Alltagsrealität mit mythologischen und kosmischen Dimensionen und die einzigartige Anziehungskraft des Werks. Die Jury des Deutschen Buchpreises würdigte das Buch als „klug choreografiert“. Andere Rezensenten bemängelten die fehlende Tiefe in der Charakterentwicklung und die Monotonie der Dialoge. Es wird kritisiert, dass weder Benus Perspektive noch eine tiefgehende Auseinandersetzung mit der Pflege des kranken Ehemannes ausreichend beleuchtet werden.

## Auszeichnungen
Für Hey guten Morgen, wie geht es dir? erhielt Hefter im Jahr 2024 den Deutschen Buchpreis. Die Auszeichnung gilt als eine der wichtigsten im deutschsprachigen Raum und ist mit 25.000 Euro dotiert.

## Textfassungen
- Hey guten Morgen, wie geht es dir? Klett-Cotta, Stuttgart 2024, ISBN 978-3-608-98826-0